# Borsod-Abaúj-Zemplén vármegyei 6. sz. országgyűlési egyéni választókerület
A Borsod-Abaúj-Zemplén vármegyei 6. számú országgyűlési egyéni választókerület egyike annak a 106 választókerületnek, amelyre a 2011. évi CCIII. törvény Magyarország területét felosztja, és amelyben a választópolgárok egy-egy országgyűlési képviselőt választhatnak. A választókerület nevének szabványos rövidítése: Borsod-Abaúj-Zemplén 06. OEVK. Székhelye: Tiszaújváros

## Területe
A választókerület az alábbi településeket foglalja magába:
1. Alsódobsza
2. Aszaló
3. Bekecs
4. Bodrogkeresztúr
5. Bodrogkisfalud
6. Bőcs
7. Csobaj
8. Gesztely
9. Girincs
10. Halmaj
11. Hernádkak
12. Hernádkércs
13. Hernádnémeti
14. Kesznyéten
15. Kiscsécs
16. Legyesbénye
17. Mád
18. Megyaszó
19. Mezőzombor
20. Monok
21. Nagykinizs
22. Onga
23. Oszlár
24. Prügy
25. Sajóörös
26. Sajószöged
27. Sóstófalva
28. Szentistvánbaksa
29. Szerencs
30. Szikszó
31. Taktabáj
32. Taktaharkány
33. Taktakenéz
34. Taktaszada
35. Tarcal
36. Tiszaladány
37. Tiszalúc
38. Tiszapalkonya
39. Tiszatardos
40. Tiszaújváros
41. Tokaj
42. Újcsanálos

## Országgyűlési képviselője
| Név               | Párt                                         | Párt        | Terminus    | Megjegyzés                                           |
| ----------------- | -------------------------------------------- | ----------- | ----------- | ---------------------------------------------------- |
| Dr. Mengyi Roland |                                              | Fidesz-KDNP | 2014 – 2018 | A 2014-es országgyűlési választás eredménye:         |
| Koncz Ferenc      |                                              | Fidesz-KDNP | 2018 – 2020 | A 2018-as országgyűlési választás eredménye:         |
| Dr. Koncz Zsófia  |                                              | Fidesz-KDNP | 2020 –      | A 2020-as időközi országgyűlési választás eredménye: |
| Dr. Koncz Zsófia  | A 2022-as országgyűlési választás eredménye: | Fidesz-KDNP | 2020 –      |                                                      |

## Demográfiai profilja
| Iskolai végzettség                | Iskolai végzettség               | Iskolai végzettség | Iskolai végzettség | Iskolai végzettség |
| --------------------------------- | -------------------------------- | ------------------ | ------------------ | ------------------ |
|                                   |                                  |                    |                    | fő                 |
| Általános iskolát nem végezte el  | Általános iskolát nem végezte el |                    | 2984               | 2984               |
| Általános iskola                  | Általános iskola                 |                    | 17745              | 17745              |
| Szakmunkás                        | Szakmunkás                       |                    | 17690              | 17690              |
| Érettségi                         | Érettségi                        |                    | 23963              | 23963              |
| Diploma                           | Diploma                          |                    | 10962              | 10962              |
| A 2022. évi népszámlálás szerint. |                                  |                    |                    |                    |

A Borsod-Abaúj-Zemplén vármegyei vármegyei 6. sz. választókerület lakónépessége 2022. október 1-jén 92 281 fő volt. A 2011-es és a 2022-es népszámlálás között 8550 fővel csökkent a választókerület lakosság száma. A választókerületben a korösszetétel alapján a legtöbben a középkorúak élnek 31 082 fővel, míg a legkevesebben az időskorúak 17 522 fővel. A választókerület lakosságának a 82,4%-nál van internet elérési lehetőség.
A legmagasabb befejezett iskolai végzettség szerint az érettségi végzettséggel rendelkezők élnek a legtöbben 23 963 fő, utánuk a következő nagy csoport az iskolai végzettségűek 17 745 fővel.
Gazdasági aktivitás szerint a lakosság közel fele foglalkoztatott 40 381 fő, második legjelentősebb csoport az inaktív keresők, akik főleg nyugdíjasok 22 884 fővel.
A választókerület legjelentősebb nemzetiségi csoportja a cigány 2870 fő, illetve a német 366 fő. Magyar állampolgársággal nem rendelkező külföldi állampolgárok aránya 0,9%.
Vallási összetétel szerint a választókerületben lakók legnagyobb vallása a római katolikus (21 495 fő), valamint jelentős közösség még a reformátusok (15 406 fő). A vallási közösséghez nem tartozók száma szintén jelentős (6054 fő), a választókerületben a harmadik legnagyobb csoport a római katolikusok és a reformátusok után.

## Országgyűlési választások

### 2020
A választókerület országgyűlési képviselője haláláig Koncz Ferenc (Fidesz-KDNP) volt. Halála miatt 2020-ban időközi választást kellett kiírni a 6. számú választókerületben. Az időközi választást október 11-én tartották. Koncz helyére a Fidesz jelöltjeként lánya, Koncz Zsófia indult, aki legyőzte a nagyobb ellenzéki pártok közös jelöltjét, a jobbikos Bíró Lászlót.

| Párt                             | Párt                   | Jelölt                 | Szavazatok | %     | ± %  |
| -------------------------------- | ---------------------- | ---------------------- | ---------- | ----- | ---- |
|                                  | Fidesz-KDNP            | Koncz Ferenc           | 25 662     | 49,3  | 8,87 |
|                                  | Jobbik                 | Bíró László            | 16 469     | 31,64 | 2,06 |
|                                  | MSZP-Párbeszéd         | Pap Zsolt              | 7757       | 14,9  | 8,61 |
|                                  | LMP                    | Dr. Tarnai Gábor       | 1182       | 2,27  | 0,29 |
|                                  | Egyéb pártok           |                        | 986        | 1,9   | 1,07 |
| Megjelent                        | Megjelent              | Megjelent              | 52 865     | 66,81 | 7,62 |
| Választópolgárok száma           | Választópolgárok száma | Választópolgárok száma | 79 124     | 100   | 2,51 |
| A Fidesz-KDNP tartja a körzetet. |                        |                        |            |       |      |

| Párt                                | Párt                   | Jelölt                 | Szavazatok | %     |
| ----------------------------------- | ---------------------- | ---------------------- | ---------- | ----- |
|                                     | Fidesz-KDNP            | Dr. Mengyi Roland      | 19 149     | 40,43 |
|                                     | Jobbik                 | Balla Gergő            | 14 009     | 29,58 |
|                                     | Összefogás             | Pap Zsolt              | 11 133     | 23,51 |
|                                     | LMP                    | Dr. Tamai Gábor Elemér | 1211       | 2,56  |
|                                     | Munkáspárt             | Dr. Váli Zoltán        | 343        | 0,72  |
|                                     | Szociáldemokraták      | Kulin Beáta            | 106        | 0,22  |
|                                     | Egyéb pártok           |                        | 1411       | 2,97  |
| Megjelent                           | Megjelent              | Megjelent              | 48 016     | 59,19 |
| Választópolgárok száma              | Választópolgárok száma | Választópolgárok száma | 81 120     | 100   |
| A Fidesz-KDNP nyeri meg a körzetet. |                        |                        |            |       |